# Грис ам Бренер
Грис ам Бренер (на немски: Gries am Brenner) е община в долината Виптал в южната част на окръга Инсбрук, Австрия. Тя съдържа няколко селца. На територията ѝ е още и езерото Бренерзе. Има население 1361 души (според приблизителна оценка от януари 2018 г.). Заема площ от 55,8 км2. Има официален код 7 03 13.

## Политика
Според резултатите от изборите през 2004 кмет на Грис ам Бренер е Вилхелм Шьопфер. Общинският съвет от 13 души е разпределен по следния начин:
- местен списък – 9 души
- Австрийска народна партия – 3 души
- Die Jungen für Gries – 1 човек

## Родени в Грис ам Бренер
- Тобиас Морети (* 1959) – австрийски актьор
- Гюнтер Мадер (* 1964) – австрийски скиор